# Episodi di Sick Note (seconda stagione)
La seconda stagione della serie televisiva Sick Note, composta da 8 episodi, è stata trasmessa nel Regno Unito su Sky One dal 26 luglio al 16 agosto 2018.
In Italia è stata interamente distribuita su Netflix il 23 novembre 2018.
| n° | Titolo originale                             | Titolo italiano                           | Prima TV UK    | Pubblicazione Italia |
| -- | -------------------------------------------- | ----------------------------------------- | -------------- | -------------------- |
| 1  | Frantisek Kotzwara                           | Frantisek Kotzwara                        | 26 luglio 2018 | 23 novembre 2018     |
| 2  | New Balls                                    | Palle nuove                               | 26 luglio 2018 | 23 novembre 2018     |
| 3  | Stay Hydrated                                | L'importanza dell'idratazione             | 2 agosto 2018  | 23 novembre 2018     |
| 4  | Braking Bad                                  | Fuori controllo                           | 2 agosto 2018  | 23 novembre 2018     |
| 5  | Constable Polly                              | Agente Polly                              | 9 agosto 2018  | 23 novembre 2018     |
| 6  | My Two Dads                                  | I miei due papà                           | 9 agosto 2018  | 23 novembre 2018     |
| 7  | The Loneliness of the Middle Distance Runner | La solitudine del corridore di mezzofondo | 16 agosto 2018 | 23 novembre 2018     |
| 8  | Operation Thunderbolt                        | Operazione Thunderbolt                    | 16 agosto 2018 | 23 novembre 2018     |